# Tufão Soulik (2013)

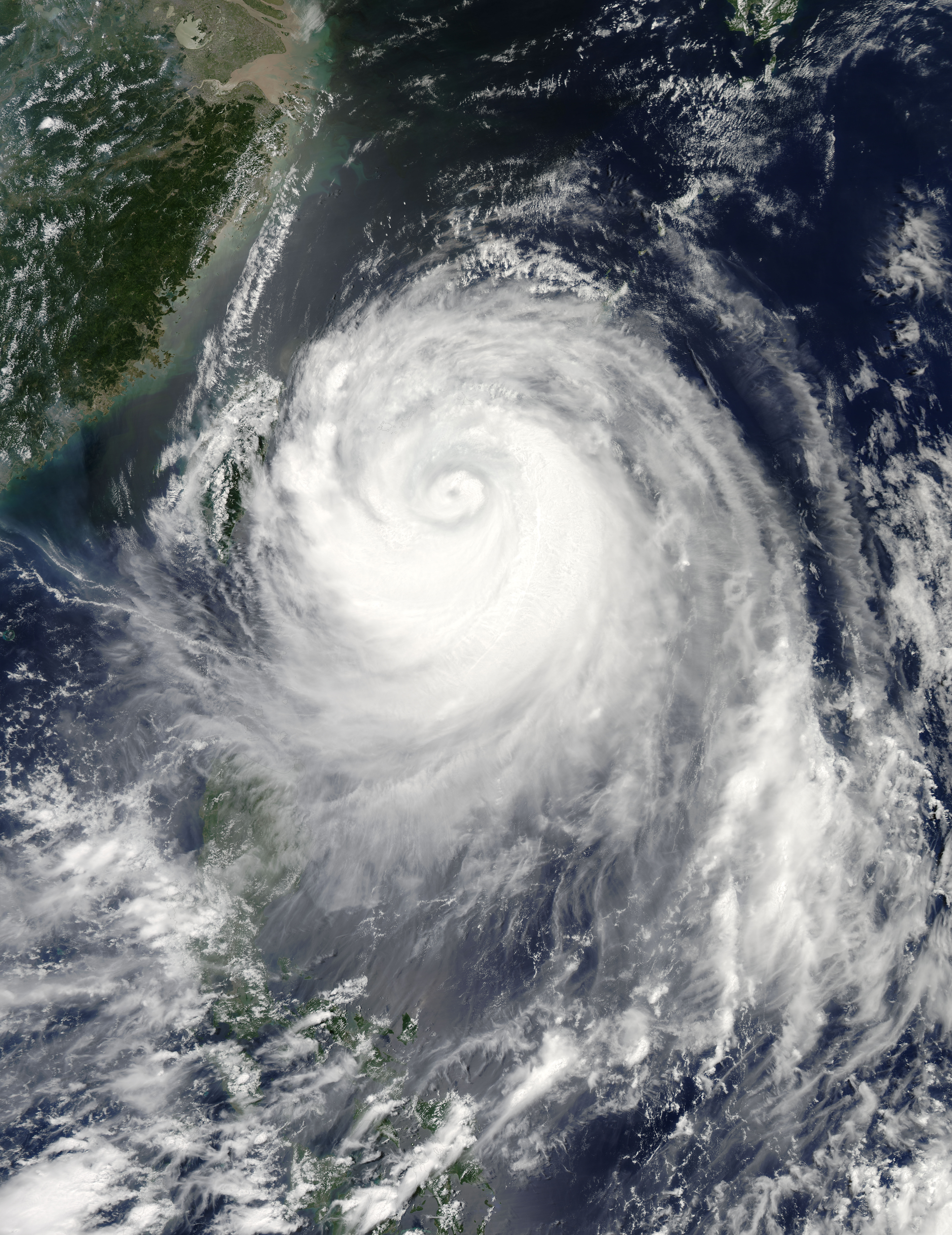
Tufão Soulik se aproximando de Taiwan em 12 de julho

O tufão Soulik, conhecido nas Filipinas como Super Tufão Huaning, foi um poderoso ciclone tropical que causou danos generalizados em Taiwan e no leste da China em julho de 2013. A tempestade se originou de um poço baixo de núcleo frio de nível superior ao nordeste de Guam em 6 de julho. Ganhando características tropicais, o sistema logo desenvolveu uma superfície baixa e se tornou uma depressão tropical na madrugada de 7 de julho. Seguindo geralmente para o oeste, um movimento que manteria por toda a sua existência, a depressão passou por um período de rápida intensificação a partir de 8 de julho que culminou com Soulik atingindo seu pico de força na madrugada de 10 de julho. Naquela época, o sistema tinha ventos sustentados estimados em 185 km/h (115 mph) e pressão barométrica de 925 mbar (hPa; 27,32 inHg). Depois disso, um ciclo de substituição da parede do olho e águas mais frias enfraqueceram o sistema. Embora tenha passado sobre as águas quentes da corrente de Kuroshio no dia seguinte, o ar seco logo se impôs sobre o tufão. Soulik mais tarde fez landfall no final de 12 de julho no norte de Taiwan antes de se degradar para uma tempestade tropical. Emergindo brevemente sobre o Estreito de Taiwan, a tempestade se moveu para terra pela segunda vez em Fujian em 13 de julho. O sistema foi observado pela última vez como uma depressão tropical na madrugada de 14 de julho.

Atingindo Taiwan como um forte tufão, Soulik trouxe rajadas de até 220 km/h (140 mph) e chuvas torrenciais. Várias árvores e linhas de energia caíram, deixando cerca de 800 000 sem eletricidade. Inundações severas também levaram milhares de pessoas a evacuar. Quatro pessoas perderam a vida na ilha, enquanto outras 123 ficaram feridas. No leste da China, mais de 162 milhões de pessoas foram afetadas pela tempestade. Fortes chuvas e ventos com força de tufão causaram danos extensos e mataram 11 pessoas.